# Namegawa (Saitama)
Namegawa (japanisch 滑川町, -machi) ist eine Stadt auf der japanischen Hauptinsel Honshū im Landkreis Hiki in der Präfektur Saitama.

## Geografie
Namegawa liegt westlich von Higashimatsuyama und südlich von Kumagaya.

## Verkehr
- Straße:
  - Kanetsu-Autobahn, nach Tokio oder Niigata
  - Nationalstraße 254, nach Tokio
- Zug:
  - Tōbu Tōjō-Hauptlinie nach Ikebukuro oder Yorii

## Angrenzende Städte und Gemeinden
- Kumagaya
- Higashimatsuyama
- Ranzan